# دورلان پابون
دورلان پابون (انگلیسی: Dorlan Pabón؛ زادهٔ ۲۴ ژانویهٔ ۱۹۸۸) بازیکن فوتبال اهل کلمبیا است.
از باشگاه‌هایی که در آن بازی کرده‌است می‌توان به باشگاه فوتبال مونتری، باشگاه فوتبال سائو پائولو، باشگاه فوتبال پارما، باشگاه فوتبال اتلتیکو ناسیونال، باشگاه فوتبال والنسیا، و باشگاه فوتبال رئال بتیس اشاره کرد.
وی همچنین در تیم‌های ملی فوتبال کلمبیا و المپیک کلمبیا بازی کرده‌است.